# Frederick Hanley Seares
Pour les articles homonymes, voir Hanley (homonymie) et Seares.
Frederick Hanley Seares (17 mai 1873–20 juillet 1964) était un astronome américain. Il travailla à l'observatoire du Mont Wilson. 

## Biographie
Seares naquit dans le Michigan en 1873 et grandit dans l'Iowa et en Californie du Sud. Il obtint son diplôme de Bachelor of Science à l'université de Californie et étudia ensuite à Paris et à Berlin. Ensuite Seares enseigna et rechercha des comètes et des étoiles variables pendant huit ans à l'université du Missouri-Columbia (où Harlow Shapley étudia sous sa direction). En 1909, Seares rejoignit l'observatoire du Mont Wilson, où il travailla pendant 36 ans, dont 15 comme directeur adjoint.
Seares fut président de l'Astronomical Society of the Pacific en 1929.
Seares utilisa l'astrophotographie pour contribuer au travail de Jacobus Kapteyn visant à découvrir la structure de l'univers grâce à l'examen de "zones sélectionnées". Seares standardisa le système des magnitudes stellaires et l'étendit au-delà de la 18e magnitude, utilisant des écrans en toile métallique et des ouvertures réduites pour comparer des étoiles de luminosités différentes. Seares fit aussi des contributions à la mesure et à l'interprétation des indices de couleur stellaires et compara la brillance de la Voie lactée à celle d'autres galaxies.
Seares étudia également l'absorption interstellaire et le rougissement de la lumière des étoiles.
Le cratère d'impact Seares (en) sur la Lune a été nommé en son honneur, de même que l'astéroïde (11766) Fredseares.

## Distinctions et récompenses
- médaille Bruce en 1940